# Kontermarsch (Marine)

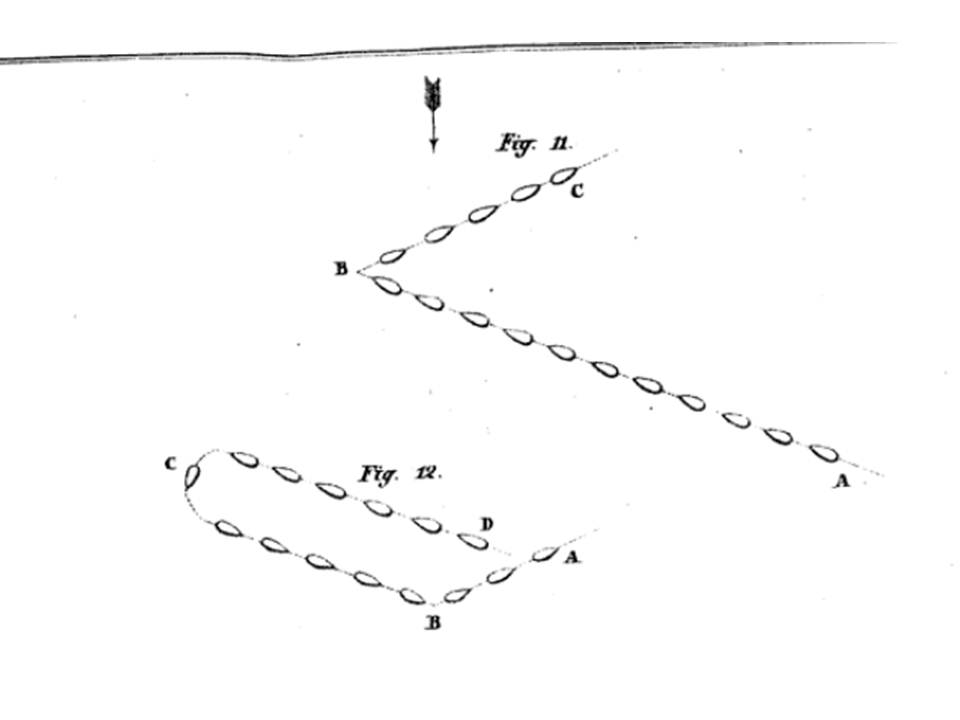
Schematische Darstellung von zwei aus der Linie heraus ausgeführten Kontermarschvarianten: Wende (Fig.11) und Halse (Fig.12)

Kontermarsch, auch in den alten Schreibweisen Contre-Marsch, Contremarsch oder Kontremarsch, bezeichnet ein militärisches Segelmanöver einer Flotte im Segelschiffzeitalter.

## Definition
Im Kontermarsch wendet oder halst eine in Schlachtordnung oder Marschordnung segelnde gesamte Flotte oder mehrere hintereinander segelnde Schiffe einer Flotte. Dabei muss jedes Schiff auf dem gleichen Navigationspunkt evolutionieren, auf dem das zuvor evolutionierende Schiff auch seine Wende oder Halse durchgeführt hat. Die Schiffe verbleiben somit im Idealfall stets im Kielwasser des Vorgängers.
Der Kontermarsch zählt zu den einfachsten Bewegungen, benötigt aber viel Raum auf dem Wasser, wenn eine komplette Linie oder Division ihn durchführen will.

## Eine Flotte in Linie im Kontermarsch wenden
Das erste Schiff an der Spitze in der Linie beginnt die Evolution zunächst allein und wendet, hat dabei kleine Segel gesetzt, damit der Vorsprung zu den nachfolgenden Schiffen nicht zu groß wird. Die nachfolgenden Schiffe wenden sukzessive an der gleichen Stelle und zwar dann, wenn an Bord des vor der Evolution stehenden Schiffes die Luv-Seite des Vorgängers erkennbar ist. Sollte eine Wende eines der evolutionierenden Schiffe missglückt sein, brasst dieses Schiff voll auf und läuft aus der Linie heraus, um nachfolgende Schiffe bei ihrer Evolution nicht zu behindern. Nachdem es luvwärts dann gewendet hat, setzt es mehr Segel und versucht sodann aufzuholen und die alte Position in der Linie wieder einzunehmen. Die nachfolgenden Schiffe müssen ihre Fahrt bei einem vor ihnen missglückten Wendemanöver dabei durch Segelwegnahme etwas bremsen und das eigene Wendemanöver etwas mehr Richtung Lee verlagern, was insbesondere bei mehreren missglückten Wenden vorausfahrender Schiffe Anwendung findet, um den gesamten Kontermarsch weiterhin am Laufen zu halten.

## Eine Flotte in Linie im Kontermarsch halsen
Das erste Schiff hält ab und fährt allein an der gesamten Linie vorbei, bis es das letzte Schiff der Linie auf seiner Höhe hat. Hier angekommen, luvt es an den Wind. Die nachfolgenden Schiffe folgen dieser Bewegung sukzessive, setzen aber mehr Segel, um den Abstand zum Vorgänger nicht zu groß werden zu lassen.

## Kontermarsch für in Kolonne segelnde Divisionen
Der Kontermarsch kann auch für eine, zwei oder drei in Kolonne (Bei einer (üblicherweise in drei) Divisionen geteilten Flotte segelt jede Division für sich in einer Linie (=Kolonne) neben den anderen Divisionen/Kolonnen. Bei einer sehr großen Flotte teilt sich jede Division nochmals in zwei Linien (=Kolonnen) auf.) segelnde Divisionen genutzt werden, um gegen den Wind zu kreuzen. Das erste Schiff einer jeden Kolonne evolutioniert dabei zeitgleich und fährt in die neue Richtung, während die nachfolgenden Schiffe an den gleichen Wendepunkten ihren Richtungswechsel vollziehen. Bei drei Kolonnen führen also drei Schiffe gleichzeitig die Richtungsänderung durch. So bleibt jede Kolonne stets im eigenen Kielwasser. Die erste Richtungsänderung der ersten Schiffe einer Kolonne ist dabei nur zeitgleich möglich, wenn dies mit einem Signal unterstützt durchgeführt wird.